# カルロス・ユーロ
カルロス・エドリエル・ユーロ（Carlos Edriel Poquiz Yulo、2000年2月16日 - ）はフィリピンの体操選手。
2024年パリオリンピックにて床と跳馬の2つの金メダルを獲得した。また、フィリピン初の男性オリンピック金メダリスト。

## 来歴
カルロス・ユーロは 2000年2月16日 旅行代理店で働く父マーク・アンドリュー・ユーロと母アンジェリカ・ユーロ(旧姓：ポキ)の間にフィリピンの首都マニラで生まれた。 マラテのレヴェライザ通り沿いに住んでいた。姉のジョリエルは国立大学のペップ・スクワッドのメンバーであり、弟妹のカール・ジャレル・エルドリューとエライザ・アンドリエルも体操選手である。ユーロはマラテのリサール記念スポーツ・コンプレックスでフィリピンの体操選手が練習し、競技するのを見て育った。 祖父のロドリゴ・フリスコが地元の運動場でタンブリングをしているのを見て、フィリピン体操協会(GAP)に連れて行き、トレーニングを受けさせた。
ユーロは初等教育のためにマニラのマラテにあるオーロラ・A・ケソン小学校に通い、すでにAQESのエズラ・キャンラス教師の下で首都圏体操チームの一員としてフィリピンナショナルゲームに向けてトレーニングを受けていた。   GAPの支援により、彼は中等教育のためにエルミタにあるアダムソン大学に通うことができた。
2016年、ユーロは日本オリンピック協会からのオファーを受け、奨学金プログラムのもと日本で練習することになった。
日本人コーチの釘宮宗大の家に住み込み、トレーニングを受ける。
日本に移住後、ユーロは東京都板橋区にある帝京大学で教育を受け続け、2022年に文学の関連学位を取得して卒業した。

## 経歴

### 幼少期
ユーロは2008年に競技を始め 、2009年にレイテ島のタクロバンで開催されたパラロン・パンバンサに初参加した。5月1日、首都圏の小学生チームの一員として金メダルを獲得し、79.35のスコアでフィニッシュし、26.15のスコアで個人総合5位となった 。
翌日の床運動では、カラバルソンのマルク・カピストラノが1位となる中、13.325のスコアで銀メダルを獲得した 。ユーロは、2位と5位という成績に励まされ、次のパラロン・パンバンサに向けて練習に励むようになったと述べている 。
2010年、ユーロはタルラック州タルラック市で開催されたパラロン・パンバンサに出場し、すべての種目に参加した。彼は個人総合と床運動で金メダルを獲得し 、跳馬では銅メダルを獲得した 。翌年、彼はサンボアンガ・デル・ノルテ州ダピタンで開催された同大会に出場した 。同年、ネグロス島バコロドで開催された2011年のフィリピン国体に初出場し、床運動、つり輪、平行棒の3種目で金メダルを獲得した。
2012年にはパンガシナン州リンガエンで開催されたパラロン・パンバンサに出場し、全種目に出場。個人総合、床運動、跳馬で金メダルを獲得し、チームメイトとともに団体戦でも優勝した。
同年、体操選手のヤン・グウィン・ティンバンと共に、フィリピン・グッドワークス・ミッション財団がGAPに与えたスポンサーシップを受け、トレーニングのために中国へ渡った。このトレーニングは、2014年に中国の南京で開催されるユースオリンピックの出場権を獲得するためのものだった。
2013年、ユーロはネグロス・オリエンタル州ドゥマゲテ市で開催された最後のパラロン・パンバンサに出場した。彼は団体、個人総合、床運動で金メダルを獲得し、跳馬ではマルトニ・アバナに次いで銀メダルを獲得した。同じ年、ユーロは、日本人のトレーナーがナショナルチームのトレーニングのためにフィリピンを訪れた際に、最終的なコーチとなる釘宮宗大と出会った。

### ジュニア
ジュニア時代はアルドリン・カスタニェダのコーチを受けていた。2014年のASEANスクールゲームズでは、床運動と平行棒で金メダルを獲得した 。その後、2014年の環太平洋選手権に出場し、床運動で6位、跳馬で8位に入賞した。2015年には、日本の横浜で開催された国際ジュニア大会に出場し、跳馬決勝でユースオリンピックのメダリストであるジャルニ・レジニ・モランとユエ・マに次いで銅メダルを獲得した。
2016年、釘宮はユーロのコーチに就任し、MVPスポーツ財団は翌年から彼のキャリアに資金援助を開始した。
ユーロは2016年の環太平洋選手権で、床運動と跳馬で金メダル、吊り輪と平行棒で銀メダル、個人総合で銅メダルの5つのメダルを獲得した.
2017年ジュニアアジア選手権の数日前、彼は床運動の練習中に左足首をひねった。負傷にもかかわらず、彼はまだ競技に出場したが、彼は吊り輪、鞍馬、平行棒に制限された。彼は平行棒の決勝に出場し、金メダルを獲得した。 2017年の国際ジュニア大会では、肩の怪我のため跳馬と床運動のみ出場。跳馬決勝で金メダル、床運動決勝で銀メダルを獲得した。

### シニア

#### 2018: シニア国際大会デビューと世界選手権初メダル
ユーロはメルボルン・ワールドカップでシニアの国際大会デビューを果たし、跳馬で銅メダルを獲得した。そしてバクー・ワールドカップでは跳馬で銀メダルを獲得し.。 ドーハ・ワールドカップでは、床運動で銀メダルを獲得し、1ヶ月の間に3つ目の国際メダルを獲得した セブ市で開催された2018年フィリピン国体では、すべての個人で金メダルを獲得した。  2018年アジア競技大会では、予選で床運動で最高得点を獲得した。 しかし、種目別決勝では3回目のタンブリングパスで転倒し、7位に終わった
ドーハで開催された2018年世界選手権では、ユーロは総合と床運動の決勝に進出し、世界選手権の決勝に出場した初のフィリピン人体操選手となった。 総合決勝に出場した24人の選手の中で最も若く、23位に終わった 。床運動では銅メダルを獲得し、世界選手権でメダルを獲得した初のフィリピン人、そして初の東南アジアの男子体操選手となった 。 世界選手権の後、コトブス・ワールドカップに出場し、床運動でカシミール・シュミットに実行得点タイブレークで敗れて銅メダルを獲得した。 12月のトヨタ国際では跳馬と平行棒で銀メダルを獲得した。

#### 2019: 初の世界タイトル

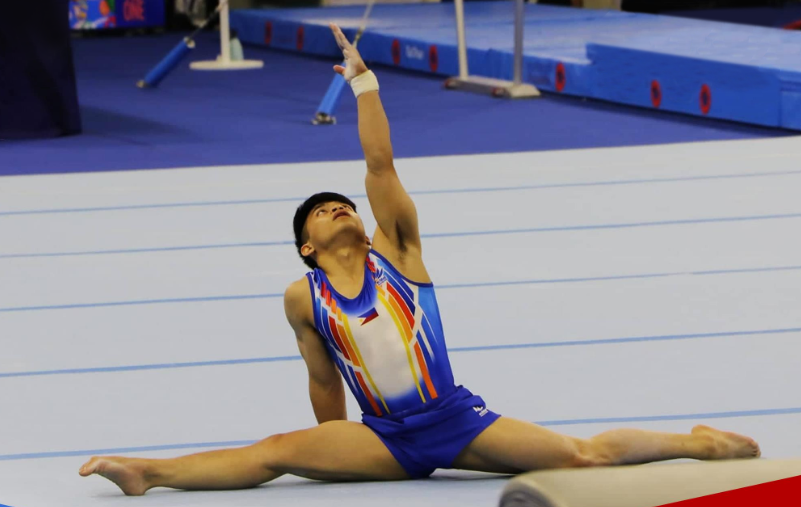
2019 SEA Gamesで床演技中のユーロ

2019年シーズンはメルボルン・ワールドカップからスタートし、床運動で0.066点差の金メダルを獲得 。胸部の負傷によりバクー・ワールドカップを欠場 。その後、ドーハ・ワールドカップでは床運動で銅メダルを獲得。 アジア選手権では床運動と跳馬で4位、平行棒で7位 。全日本シニア選手権では床運動で内村航平と同点で金メダルを獲得。
シュトゥットガルトで開催された2019年世界選手権では、総合決勝に進出し、2020年東京オリンピックのフィリピン代表選手としての出場権を獲得した 。そして、総合決勝で自己ベストの総合10位となった 。床運動決勝では金メダルを獲得し、体操競技におけるフィリピン人および東南アジア人初の世界チャンピオンとして歴史に名を刻んだ 。優勝後、4フィート11インチ（1.50メートル）という平均以下の身長から、フィリピン上院は、身長が決定要因として考慮されないスポーツにもっと支援を提供するための「政府への警鐘」として、彼を手本とした。
世界選手権の後、彼は東南アジア競技大会に出場し、すべての種目で表彰台に上った。総合と床運動で金メダル 、あん馬、つり輪、跳馬、平行棒、鉄棒で銀メダルを獲得した。

#### 2020–21
2020年の国際大会のほとんどは、COVID-19の流行により中止または延期された。ユーロは2020年9月の全日本シニア選手権で競技に復帰し、跳馬で銅メダルを獲得した 。全日本選手権でも跳馬銅メダルに加え、床運動でも銅メダルを獲得した。
ユーロは全日本種目別選手権の平行棒で銅メダルを獲得し、オリンピックシーズンをスタートさせた 。その後、彼は2020年夏季オリンピックにフィリピン代表として出場し、あらゆる競技においてフィリピン初のオリンピック・チャンピオンになることを目指した 。予選では最初のタンブリングで転倒し、床運動決勝への出場権を逃した 。また、他の種目でも苦戦し、総合決勝を逃した。
しかし、跳馬では決勝へ進み、6位となった 。跳馬決勝では最年少の選手として4位に終わり、0.017点差で銅メダルを逃した。
オリンピック後、ユーロは全日本シニア選手権に出場し、床運動で金メダル、跳馬で銅メダルを獲得した その後、北九州市で開催された2021年世界選手権に出場した 。彼は床運動と平行棒の両方の決勝に1位で出場し、跳馬の決勝にも出場した。床運動決勝ではバウンズを踏み外し5位に終わった。 その後、跳馬決勝で金メダルを獲得し、平行棒決勝では中国の胡旭偉に次いで銀メダルを獲得した。

#### 2022
東南アジア競技大会では、ユーロはフィリピンチームをベトナムに次ぐ銀メダルに導き、総合で金メダルを獲得した。そして種目別決勝では、床運動、静止リング、跳馬、水平棒で金メダルを獲得し、平行棒では銀メダルを獲得した。ドーハで開催されたアジア選手権では、個人総合で銀メダルを獲得した後、床運動で金メダルを獲得し、シニア大陸選手権のタイトルを初めて獲得した。続いて跳馬と平行棒でも金メダルを獲得した。
ユーロはリバプールで開催された2022年世界選手権に出場し、総合、床運動、跳馬、平行棒の決勝に進出した。 また、予選を10位で通過した後、つり輪決勝の2番目のリザーブとなった。総合決勝では鞍馬、跳馬、平行棒でミスがあり8位に終わった。その後、床運動決勝で転倒し7位に終わった。 翌日の跳馬決勝ではアルメニアのアルトゥール・ダヴティアンに次いで銀メダルを獲得し、平行棒決勝でも銅メダルを獲得した

#### 2023

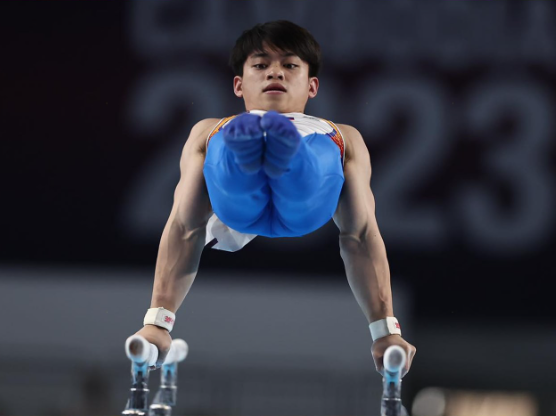
平行棒演技中 2023 SEA Games

ユーロはコトブス・ワールドカップでシーズンをスタートさせ、平行棒で銅メダルを獲得した そしてドーハ・ワールドカップでは、床運動で金メダル、平行棒で銀メダル、跳馬で銅メダルを獲得した。 そしてバクー・ワールドカップでは跳馬と平行棒で2つの金メダルを獲得した。 東南アジア競技大会では、フィリピンチームをベトナムに次ぐ銀メダルに導き、総合のタイトルを防衛した。そして種目別決勝では平行棒で金メダル、つり輪で銀メダルを獲得した。
ユーロはアジア選手権に出場し、総合で日本の岡慎之助に次ぐ銀メダルを獲得した。種目別決勝では、床運動、跳馬、平行棒で3つの金メダルを獲得し、鉄棒では銅メダルを獲得した。アジア選手権の後、ユーロは一身上の都合により長年コーチを務めてきた釘宮と決別した。この別れは友好的なもので、ユーロは1年後に日本人コーチに感謝の意を表した。 彼はジュニア時代に指導を受けたカスタニェーダのもとに戻った。ユーロは、世界選手権と同時に開催されていた2022年のアジア競技大会（2023年に延期）に出場しないことを選択した。
世界選手権の予選で、ユーロはつり輪で背中から落ち、跳馬で仰向けに転倒し、足から着地しなかったため0点をつけられた. 彼は総合に出場した91人の体操選手の中で最下位に終わった.。 しかし、それでも彼は床で決勝の出場権を獲得し、そこで4位に入賞した 。団体戦や総合でまだ出場権を獲得していない体操選手の中で、床で最も高い順位を獲得したユーロは、2024年のオリンピック出場権を獲得した。

#### 2024: オリンピック金メダル獲得
釘宮の後任として佐野智治がコーチに就任する予定だったが、辞退した。代わりに2024年2月、裕呂は韓国のイ・ジュンホとイギリスのリルシャルでジェイク・ジャーマンとトレーニングを行った。
2024年シーズン、ユーロはバクー・ワールドカップの床運動で銅メダルを獲得した。そしてドーハ・ワールドカップでは平行棒で金メダル、跳馬で銀メダルを獲得した。タシケントで開催されたアジア選手権では初の大陸選手権総合のタイトルを獲得した。種目別決勝では床運動、跳馬、平行棒でさらに3つの金メダルを獲得した。
フランスのパリで開催された2024年夏季オリンピックの予選では、男子個人総合、跳馬、床の出場権を獲得した。 7月31日に行われた個人総合決勝に初めて出場し、合計83.032点で総合12位となった。
8月3日、男子床運動決勝に出場し、15.000点で1位となった。彼は、フィリピン人男性として、またフィリピン人体操選手として初めてオリンピックで金メダルを獲得した。フィリピン人としては、東京大会の重量挙げ女子55kg級で優勝したヒディリン・ディアスに次いで2人目である。翌日、ユーロは跳馬で2つ目の金メダルを獲得し、15.116点を出してフィリピン史上初のオリンピック複数金メダリストとなった。
彼のオリンピックでの活躍の結果、政府やその他の民間団体は、ユーロに対して住宅地を含む数々の優遇措置を約束した。

## 私生活
恋人のクロエ・アンジェリー・サンホセはオーストラリアのメルボルンに住むコンテンツクリエイター兼学生で、ユーロとは2020年に遠距離恋愛を始めた。
ユーロは母親であるアンジェリカと疎遠な関係にあることを認めており、アンジェリカは彼の経済的インセンティブを彼の完全な同意なしに管理していると非難している。 両者は彼女であるサンホセがぎくしゃくした関係の原因であることも認めている。この関係は、ユーロが2024年夏季オリンピックで初めて金メダルを獲得した直後に、より広く世間から注目されるようになった。

## 戦績
| 年                                      | 競技会名                       | 団体               | 個人総合           | 床                 | あん馬             | つり輪             | 跳馬               | 平行棒             | 鉄棒               |
| ユース以前とユース                      | ユース以前とユース             | ユース以前とユース | ユース以前とユース | ユース以前とユース | ユース以前とユース | ユース以前とユース | ユース以前とユース | ユース以前とユース | ユース以前とユース |
| --------------------------------------- | ------------------------------ | ------------------ | ------------------ | ------------------ | ------------------ | ------------------ | ------------------ | ------------------ | ------------------ |
| 2009                                    |                                |                    |                    |                    |                    |                    |                    |                    |                    |
| Palarong Pambansa                       | 1                              | 5                  | 2                  | N/A                | N/A                |                    | N/A                | N/A                |                    |
| 2010                                    |                                |                    |                    |                    |                    |                    |                    |                    |                    |
| Palarong Pambansa                       | 5                              | 1                  | 1                  | N/A                | N/A                | 3                  | N/A                | N/A                |                    |
| 2011                                    |                                |                    |                    |                    |                    |                    |                    |                    |                    |
| Palarong Pambansa                       | 1                              | 1                  | 1                  | N/A                | N/A                | 1                  | N/A                | N/A                |                    |
| National Games                          |                                |                    | 1                  |                    |                    | 1                  | 1                  |                    |                    |
| 2012                                    |                                |                    |                    |                    |                    |                    |                    |                    |                    |
| Palarong Pambansa                       | 1                              | 1                  | 1                  | N/A                | N/A                | 1                  | N/A                | N/A                |                    |
| 2013                                    |                                |                    |                    |                    |                    |                    |                    |                    |                    |
| Palarong Pambansa                       | 1                              | 1                  | 1                  | N/A                | N/A                | 2                  | N/A                | N/A                |                    |
| ジュニア                                |                                |                    |                    |                    |                    |                    |                    |                    |                    |
| 2014                                    |                                |                    |                    |                    |                    |                    |                    |                    |                    |
| ASEAN School Games                      |                                |                    | 1                  |                    |                    | 2                  | 1                  |                    |                    |
| Pacific Rim Championships               |                                |                    | 6                  |                    |                    | 8                  |                    |                    |                    |
| 2015                                    |                                |                    |                    |                    |                    |                    |                    |                    |                    |
| Toyota International Junior Competition |                                |                    |                    |                    |                    | 3                  |                    |                    |                    |
| 2016                                    |                                |                    |                    |                    |                    |                    |                    |                    |                    |
| Pacific Rim Championships               |                                | 3                  | 1                  |                    | 2                  | 1                  | 2                  |                    |                    |
| 2017                                    |                                |                    |                    |                    |                    |                    |                    |                    |                    |
| Junior Asian Championships              |                                |                    |                    |                    |                    |                    | 1                  |                    |                    |
| Toyota International Junior Competition |                                |                    | 2                  |                    |                    | 1                  |                    |                    |                    |
| シニア                                  |                                |                    |                    |                    |                    |                    |                    |                    |                    |
| 2018                                    |                                |                    |                    |                    |                    |                    |                    |                    |                    |
| Melbourne World Cup                     |                                |                    | 7                  |                    |                    | 3                  |                    |                    |                    |
| Baku World Cup                          |                                |                    |                    |                    |                    | 2                  |                    |                    |                    |
| Doha World Cup                          |                                |                    | 2                  |                    |                    | 5                  |                    |                    |                    |
| National Games                          | N/A                            | 1                  | 1                  | 1                  | 1                  | 1                  | 1                  | 1                  |                    |
| Asian Games                             |                                | 7                  | 7                  |                    |                    | 4                  |                    |                    |                    |
| World Championships                     |                                | 23                 | 3                  |                    |                    |                    |                    |                    |                    |
| Cottbus World Cup                       |                                |                    | 3                  |                    |                    |                    |                    |                    |                    |
| Toyota International                    |                                |                    |                    |                    |                    | 2                  | 2                  |                    |                    |
| 2019                                    |                                |                    |                    |                    |                    |                    |                    |                    |                    |
| Melbourne World Cup                     |                                |                    | 1                  |                    |                    |                    |                    |                    |                    |
| Doha World Cup                          |                                |                    | 3                  |                    |                    |                    |                    |                    |                    |
| Asian Championships                     |                                | 8                  | 4                  |                    |                    | 4                  | 7                  |                    |                    |
| All-Japan Senior Championships          |                                |                    | 1                  |                    |                    |                    |                    |                    |                    |
| World Championships                     |                                | 10                 | 1                  |                    |                    |                    |                    |                    |                    |
| Southeast Asian Games                   |                                | 1                  | 1                  | 2                  | 2                  | 2                  | 2                  | 2                  |                    |
| 2020                                    | All-Japan Senior Championships |                    |                    |                    |                    |                    | 3                  |                    |                    |
| 2020                                    | All-Japan Championships        |                    |                    | 3                  |                    |                    | 3                  |                    |                    |
| 2021                                    | All-Japan Event Championships  |                    |                    |                    |                    |                    |                    | 3                  |                    |
| 2021                                    | Olympic Games                  |                    |                    |                    |                    |                    | 4                  |                    |                    |
| 2021                                    | All-Japan Senior Championships |                    |                    | 1                  |                    |                    | 3                  |                    |                    |
| 2021                                    | World Championships            |                    |                    | 5                  |                    |                    | 1                  | 2                  |                    |
| 2022                                    | Southeast Asian Games          | 2                  | 1                  | 1                  | 6                  | 1                  | 1                  | 2                  | 1                  |
| 2022                                    | Asian Championships            | 9                  | 2                  | 1                  |                    | 4                  | 1                  | 1                  |                    |
| 2022                                    | World Championships            |                    | 8                  | 7                  |                    | R2                 | 2                  | 3                  |                    |
| 2022                                    | All-Japan Team Championships   | 1                  |                    |                    |                    |                    |                    |                    |                    |
| 2023                                    | Cottbus World Cup              |                    |                    |                    |                    |                    |                    | 3                  |                    |
| 2023                                    | Doha World Cup                 |                    |                    | 1                  |                    |                    | 3                  | 2                  |                    |
| 2023                                    | Baku World Cup                 |                    |                    |                    |                    | 7                  | 1                  | 1                  |                    |
| 2023                                    | Southeast Asian Games          | 2                  | 1                  |                    |                    | 2                  |                    | 1                  |                    |
| 2023                                    | Asian Championships            | 7                  | 2                  | 1                  |                    | 4                  | 1                  | 1                  | 3                  |
| 2023                                    | World Championships            |                    |                    | 4                  |                    |                    |                    | R2                 |                    |
| 2024                                    | Baku World Cup                 |                    |                    | 3                  |                    |                    |                    |                    |                    |
| 2024                                    | Doha World Cup                 |                    |                    |                    |                    |                    | 2                  | 1                  |                    |
| 2024                                    | Asian Championships            | 6                  | 1                  | 1                  |                    | 6                  | 1                  | 1                  | 4                  |
| 2024                                    | Olympic Games                  |                    | 12                 | 1                  |                    |                    | 1                  |                    |                    |

## 受賞
| Award ceremony             | Year                                                                                                  | Category | Result  | Ref. |
| -------------------------- | --- | --- | ------- | ---- |
| KG Management Awards       | 2022                                                                                                  | style="background: #CCFFCC; color: black; vertical-align: middle; text-align: center; " class="yes table-yes2 notheme"\|受賞 | [ 123 ] |      |
| PSA Annual Awards          | 2018                                                                                                  | style="background:#9EFF9E;vertical-align:middle;text-align:center;" class="table-yes"\|Honored                               | [ 124 ] |      |
| PSA Annual Awards          | 2019                                                                                                  | style="background:#9EFF9E;vertical-align:middle;text-align:center;" class="table-yes"\|Honored                               | [ 125 ] |      |
| PSA Annual Awards          | 2020                                                                                                  | President's Award\| style="background:#9EFF9E;vertical-align:middle;text-align:center;" class="table-yes"\|Honored           | [ 126 ] |      |
| PSA Annual Awards          | 2022\| style="background:#9EFF9E;vertical-align:middle;text-align:center;" class="table-yes"\|Honored | President's Award\| style="background:#9EFF9E;vertical-align:middle;text-align:center;" class="table-yes"\|Honored           | [ 127 ] |      |
| PSA Annual Awards          | 2023                                                                                                  | Major award\| style="background:#9EFF9E;vertical-align:middle;text-align:center;" class="table-yes"\|Honored                 | [ 128 ] |      |
| PSA Annual Awards          | 2024\| style="background:#9EFF9E;vertical-align:middle;text-align:center;" class="table-yes"\|Honored | Major award\| style="background:#9EFF9E;vertical-align:middle;text-align:center;" class="table-yes"\|Honored                 | [ 129 ] |      |
| Siklab Sports Youth Awards | 2018                                                                                                  | style="background:#9EFF9E;vertical-align:middle;text-align:center;" class="table-yes"\|Honored                               | [ 130 ] |      |

### Listicles
| Publisher | Listicle                                    | Year(s) | Result | Ref.    |
| --------- | ------------------------------------------- | ------- | ------ | ------- |
| Forbes    | 30 Under 30 - Asia - Entertainment & Sports | 2020    | Placed | [ 131 ] |

### Other awards
| Award                   | Awarder                                                     | Year | For...                                                                            | Ref.    |
| ----------------------- | ----------------------------------------------------------- | ---- | --------------------------------------------------------------------------------- | ------- |
| Ambassador Commendation | Embassy of Japan to the Philippines, Ambassador Koji Haneda | 2019 | ...his "efforts in enhancing the relationship between Japan and the Philippines." | [ 132 ] |